# ジャレ
ジャレ （Jallais）は、フランス、ペイ・ド・ラ・ロワール地域圏、メーヌ＝エ＝ロワール県のかつて存在したコミューン。現在はボープレオ＝アン＝モージュの一部である。

## 地理
モージュ地方にあるアンジューのコミューン、ジャレはラ・ジュボディエールの北に位置する。

## 歴史
1793年3月12日、アンジューの王党派と共和国軍との間でジャレの戦いが起きた。これはヴァンデ戦争中の戦いの1つである。

## 人口統計
| 1962年 | 1968年 | 1975年 | 1982年 | 1990年 | 1999年 | 2006年 | 2012年 |
| ------ | ------ | ------ | ------ | ------ | ------ | ------ | ------ |
| 2803   | 2918   | 2977   | 3095   | 3207   | 3153   | 3167   | 3242   |

source=1999年までLdh/EHESS/Cassini、2004年以降INSEE

## 史跡

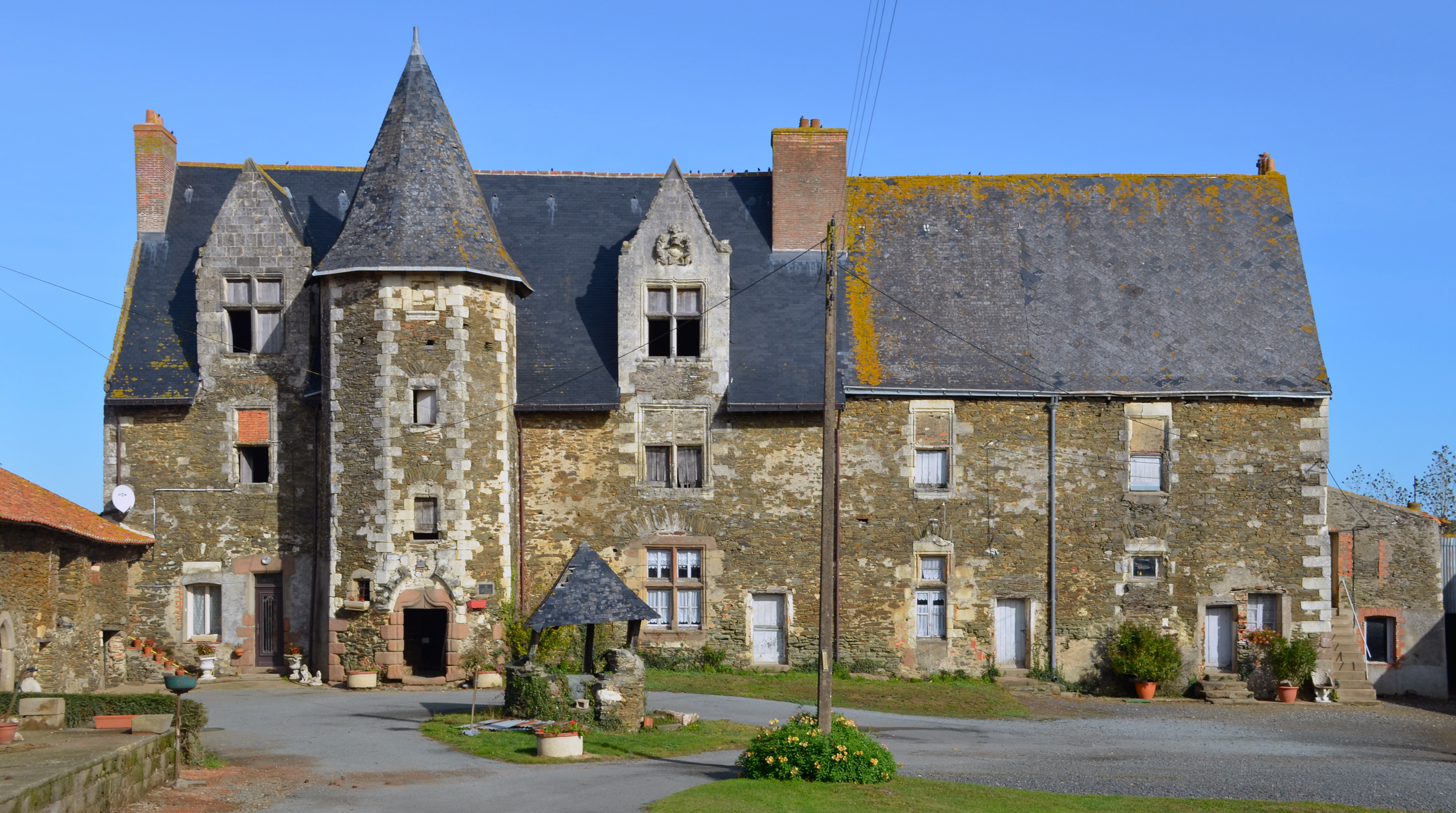
シャペロニエールのマノワール

- シャトー・ド・シャペロニエール - 17世紀から19世紀にかけての純粋なアンジューのシャトー。1832年にベリー公爵夫人が起こした王党派反乱の舞台となり、ここでジャック・カトリノーの子ジャック・ジョゼフが暗殺された。

## ゆかりの人物
- ジョゼフ・バラ - ジャレで死去

## 姉妹都市
- フェルトキルヒェン・ヴェステルハム、ドイツ